# الورادا دو جورجیا
الورادا دو جورجیا (به پرتغالی: Alvorada do Gurguéia) یک سکونتگاه مسکونی در برزیل است که در پیاوی واقع شده‌است.